# (73792) 1995 DB6
(73792) 1995 DB6 – planetoida z pasa głównego asteroid okrążająca Słońce w ciągu 4,6 lat w średniej odległości 2,76 j.a. Odkryta 24 lutego 1995 roku.